# موریس لاپیدوس

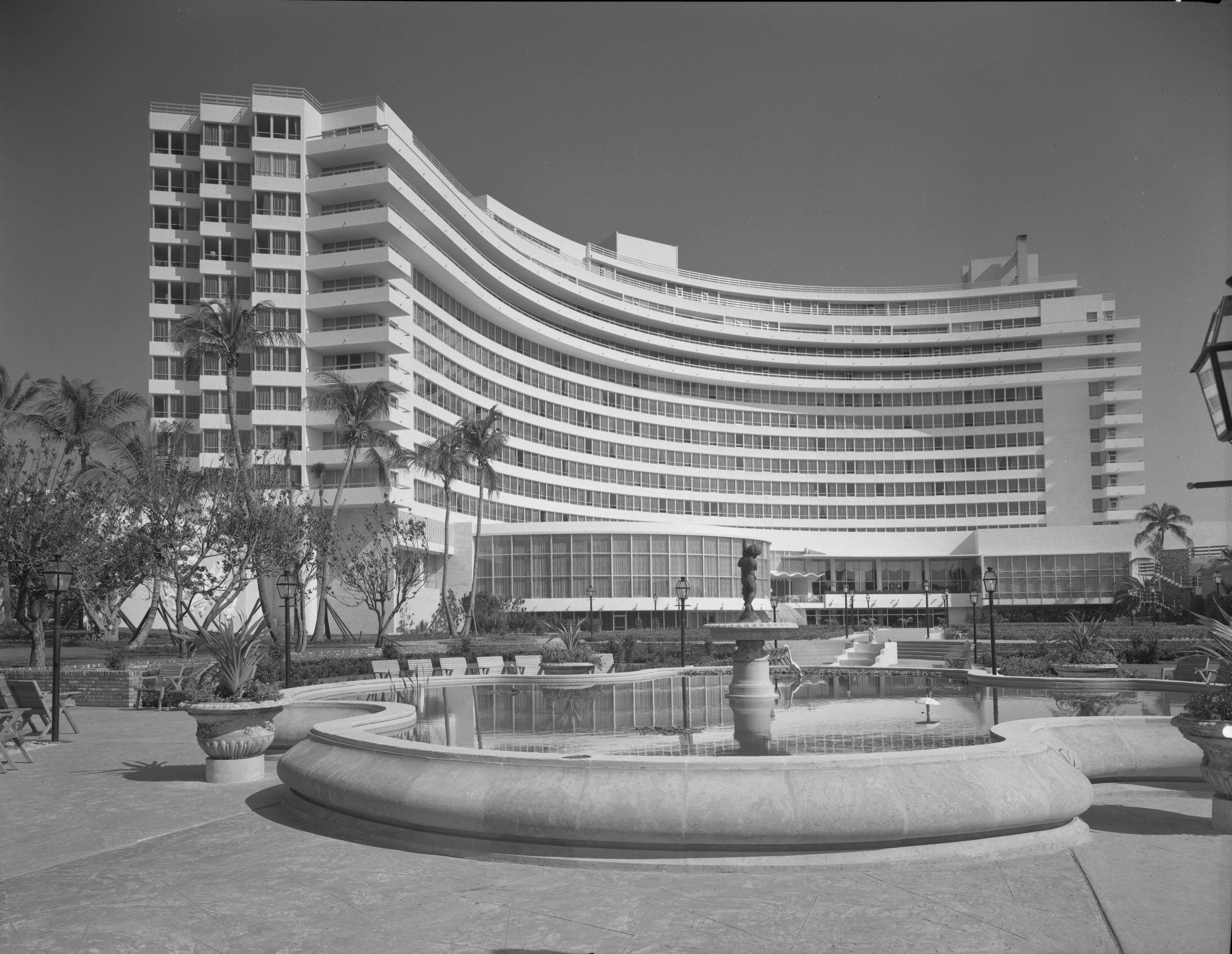
هتل طراحی شده توسط موریس لاپیدوس

 موریس لاپیدوس (انگلیسی: Morris Lapidus؛ ۲۵ نوامبر ۱۹۰۲ – ۱۸ ژانویهٔ ۲۰۰۱) معمار یهودی زادهٔ اودسا در امپراتوری روسیه (اوکراین کنونی) و ساکن امریکا بود.